# Trewoon
Trewoon – wieś w Anglii, w Kornwalii. Leży 57 km na północny wschód od miasta Penzance i 354 km na zachód od Londynu.